# 秋田県立中央公園
秋田県立中央公園（あきたけんりつちゅうおうこうえん、英: Akita Prefectural Central Park）は、秋田県秋田市雄和に位置する都市公園（広域公園）である。

## 概要
秋田市雄和の秋田空港を取り囲むようにして整備された公園であり、園内はスポーツゾーン・自然観察ゾーン・青少年教育ゾーン・ファミリーピクニックゾーン・空港前庭ゾーンに分けられる。秋田空港が1981年（昭和56年）に市街地から本地点に移転してきた後、空港周辺の騒音緩衝地帯として造成がはじめられ、1984年にスポーツゾーンなどが完成した。
青少年教育ゾーンにあるフィールドアスレチックは東北最大級の規模を誇り、高さ30メートル近いアスレタワーがシンボルとなっている。自然観察ゾーンにはキャンプ場があるほか、ファミリーピクニックゾーン・空港前庭ゾーンには空港来訪者の利用も考慮したさまざまな広場などが整備されている。
2007年の秋田わか杉国体では開閉会式が行われたメイン会場となり、陸上競技、テニスの競技会場となった。

## 園内のおもな施設

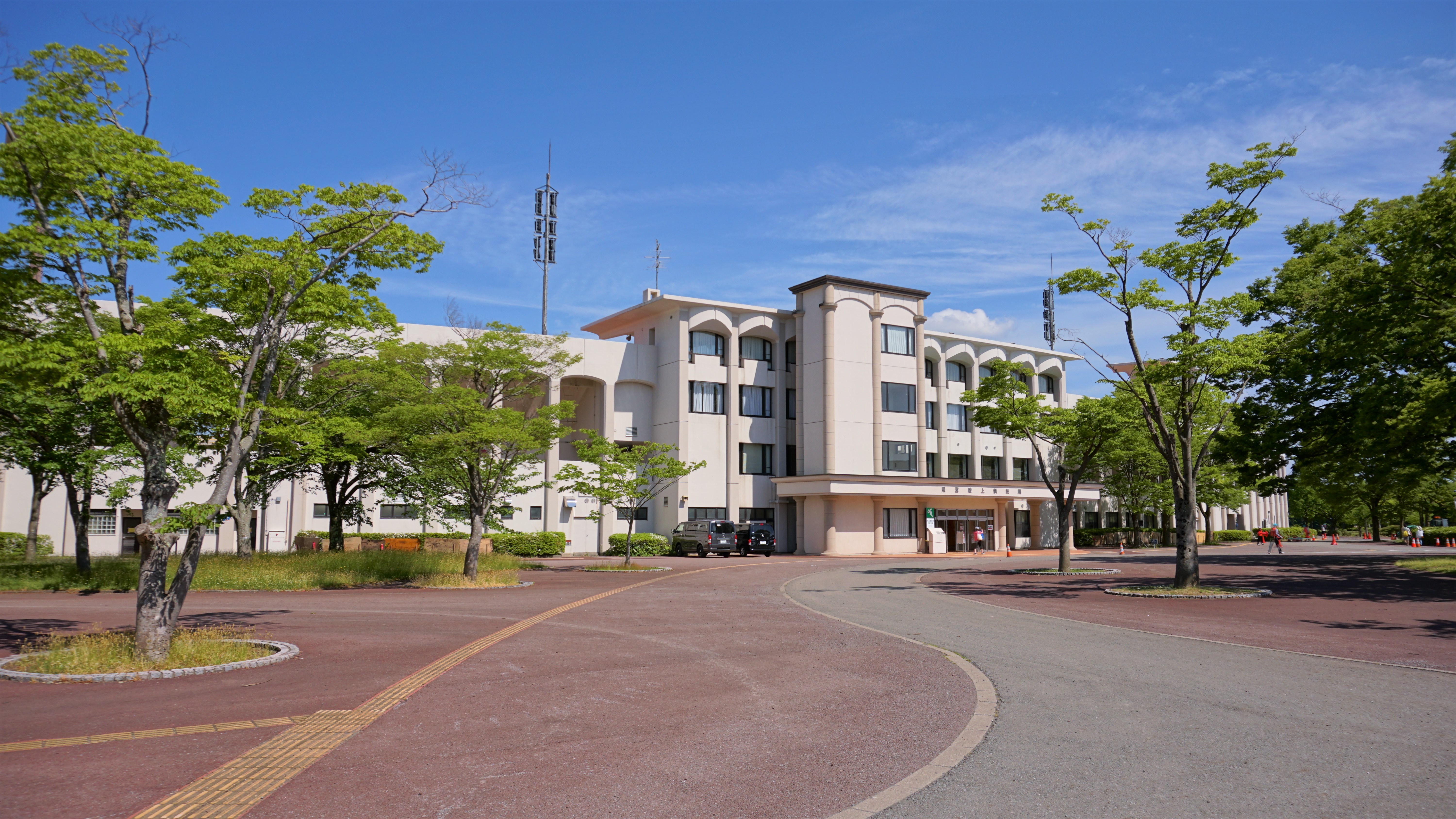
陸上競技場
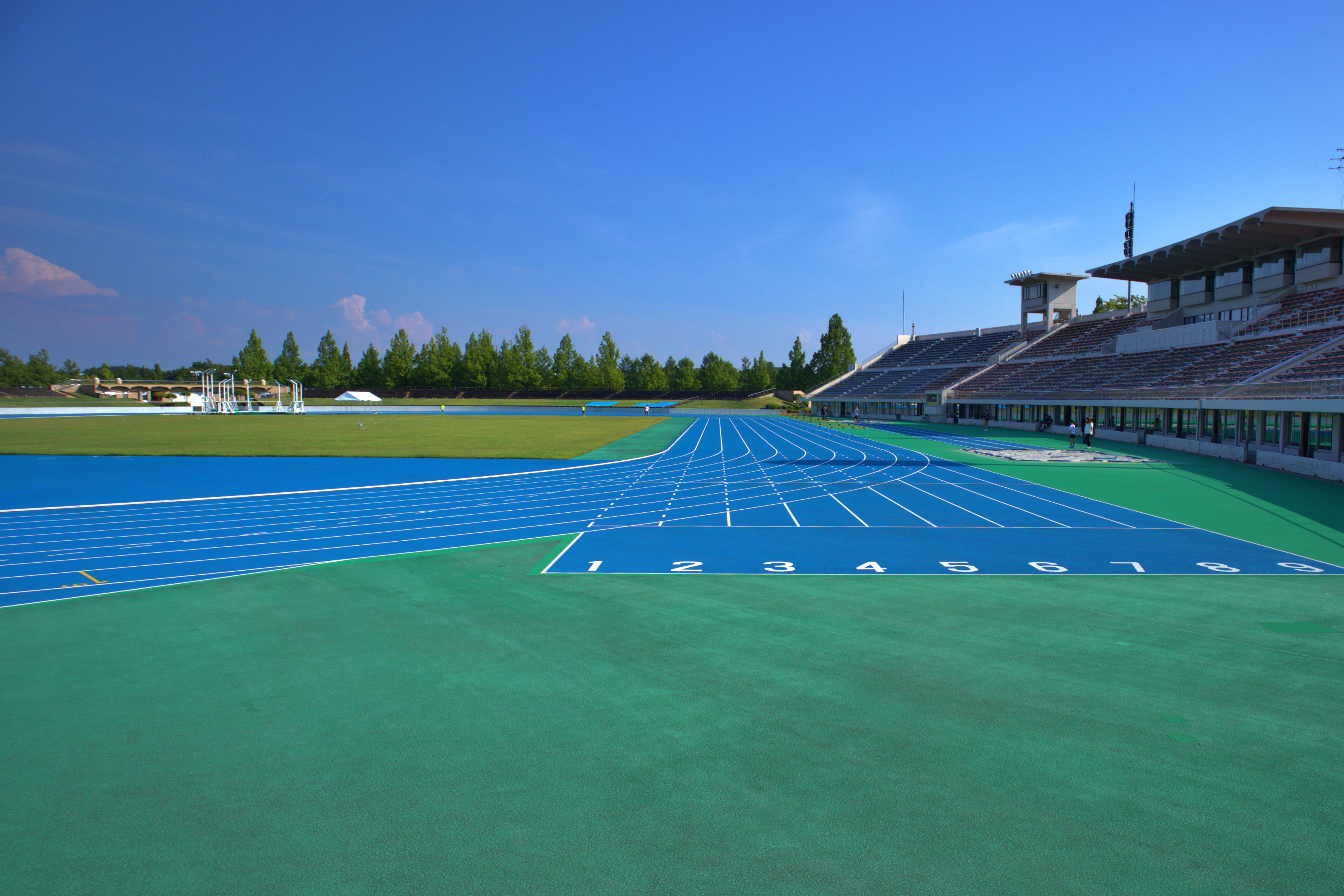
補助陸上競技場
- 球技場（2面）
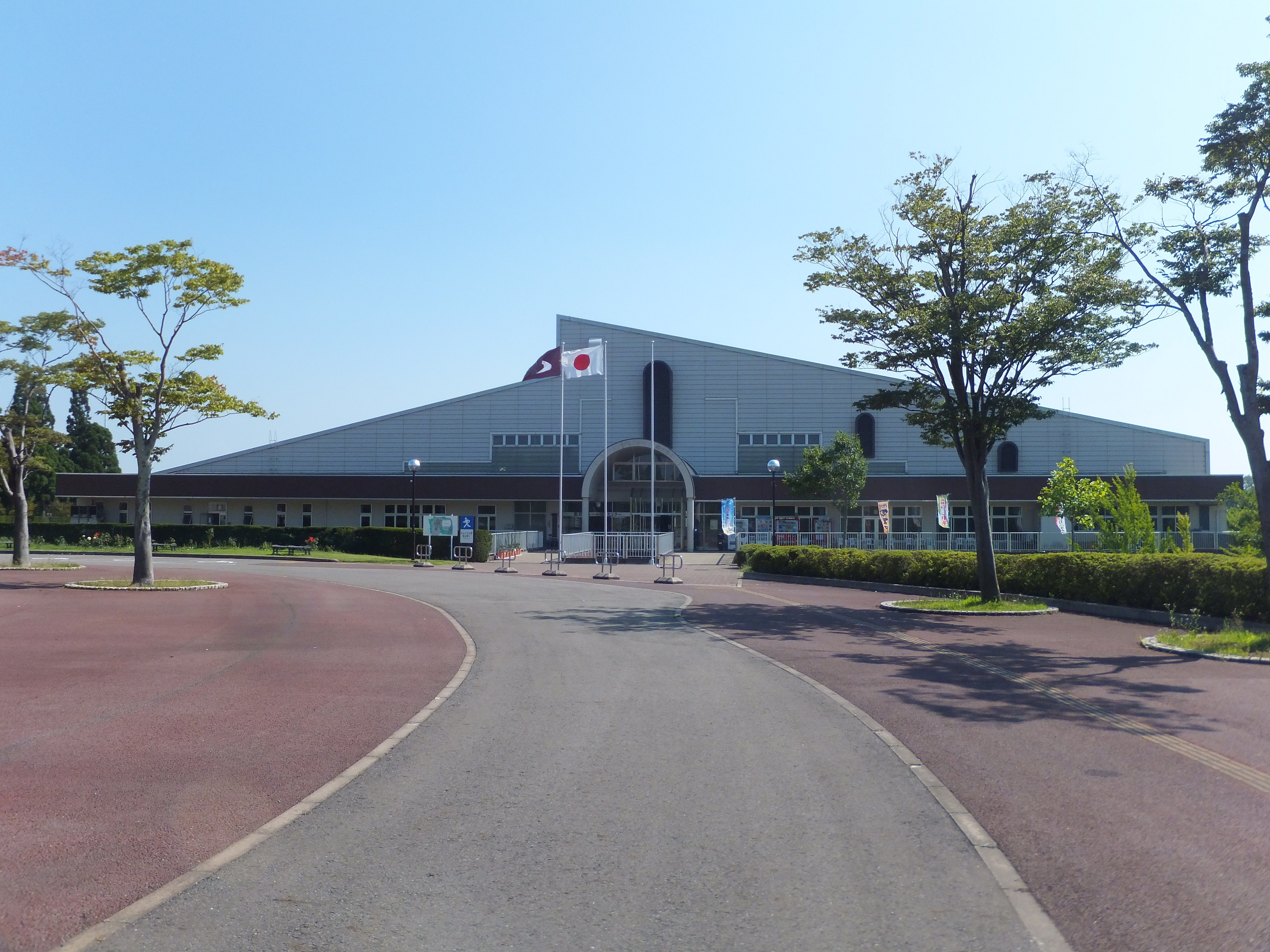
運動広場（2面）
  - 西側コートは2022年7月よりナイター設備付きの人工芝グラウンドに改修された。
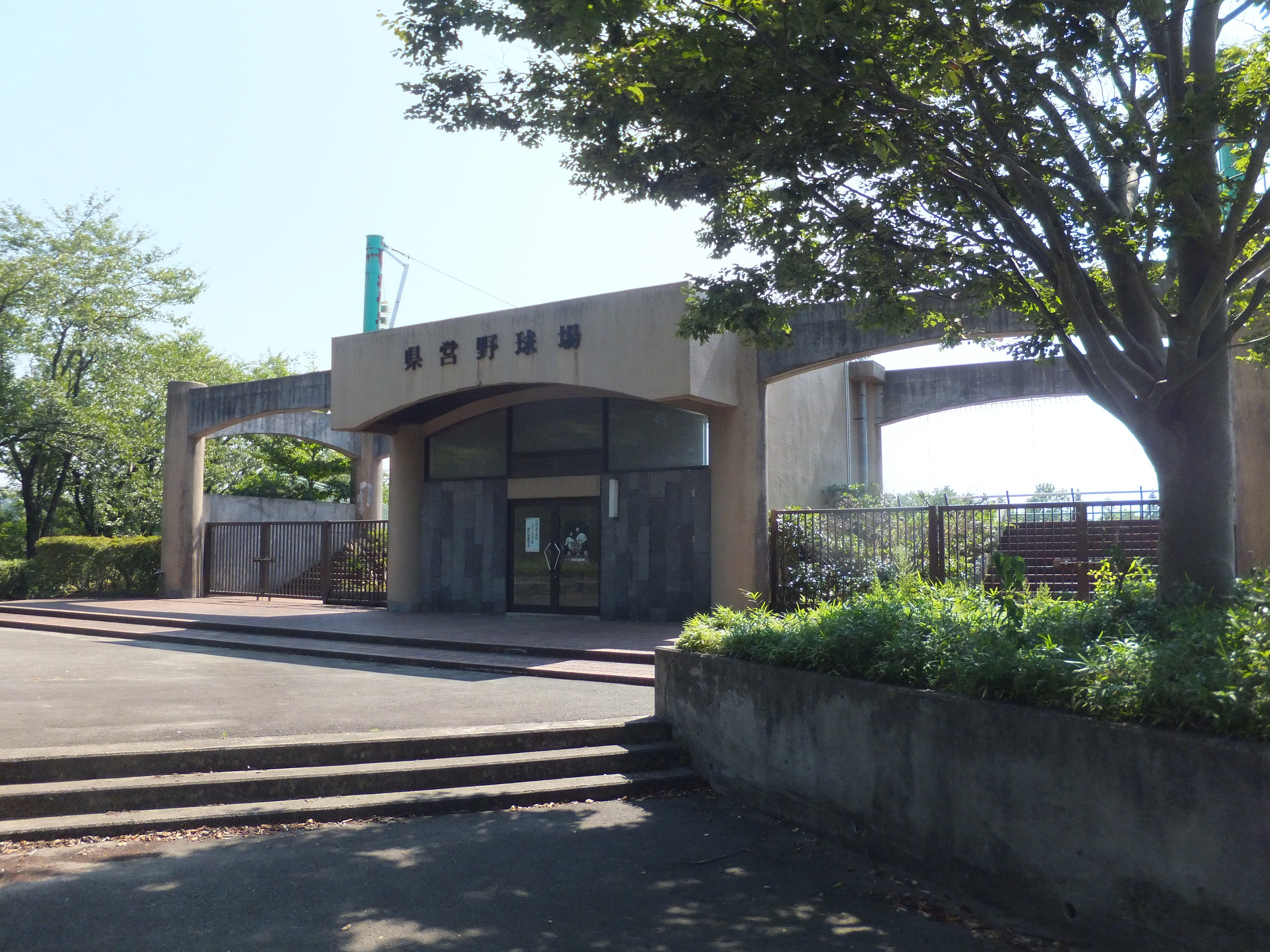
野球場
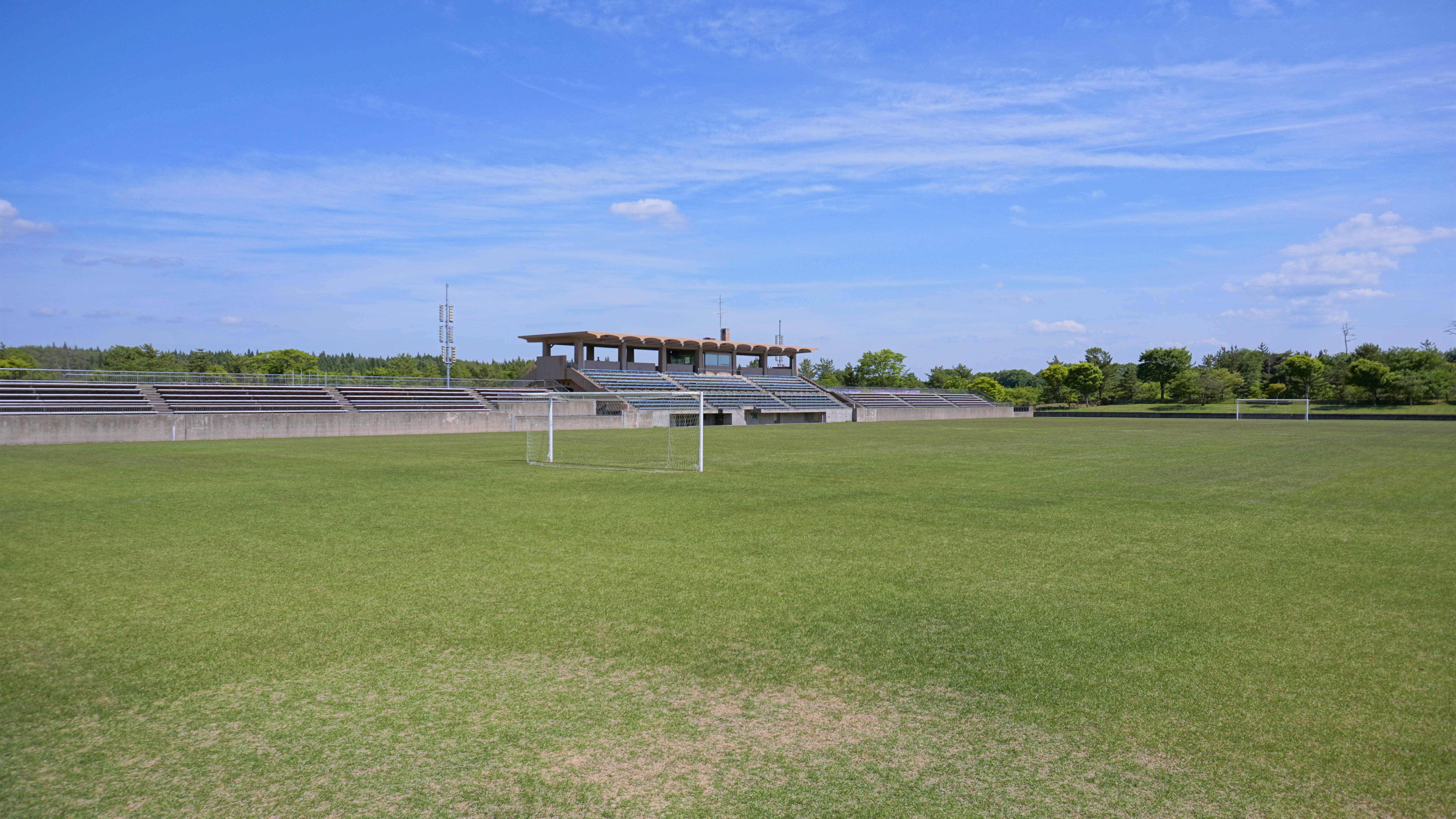
野球広場
- テニスコート
- アーチェリー場
- トレーニングセンター
- 屋根付グラウンド（あきたスカイドーム）
- フィールドアスレチック
- バーベキュー広場
- キャンプ場
- 歩くスキーコース（1周2km※積雪期のみ）

など
- 陸上競技場（外観）
- 陸上競技場
- トレーニングセンター
- 野球場
- 運動広場

## あきたスカイドーム

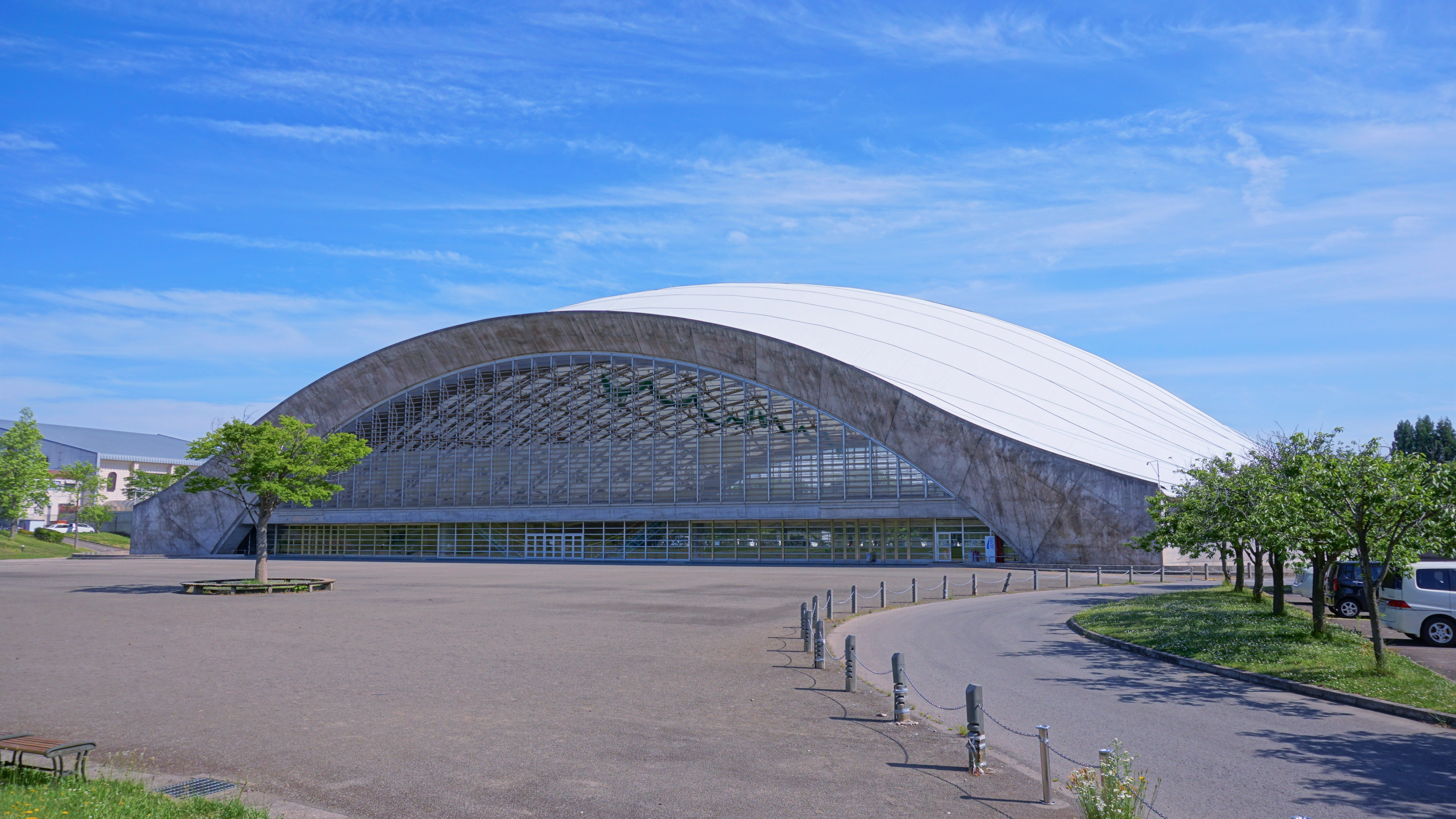
あきたスカイドーム

あきたスカイドームは、雪国秋田での通年でのスポーツ利用を目指した屋内グラウンドで、かまくらを模したとされる膜屋根が特徴のドーム型施設である。1990年完成。老朽化のため、2021年4月から全面張り替えの予定となっていたが、同年1月13日に積雪の重みにより幅約6～7m、長さ約5mにわたり破損したためシートで覆われた。2022年1月4日に利用再開された。
内部は人工芝のグラウンドとなっており、サッカー、学童野球、ゲートボールなど様々なスポーツに利用されている。

### 施設概要
- 施工 鹿島建設
- 管理運営 秋田県総合公社
- 構造形式 RC造、骨組膜構造
- 建築面積 12,124 m2
- 延床面積 12,158 m2
- グラウンド面積 8,720 m2
- 階数 地上2階建て
- 完成 1990年（平成2年）2月2日
- 所在地 = 秋田県秋田市雄和椿川駒坂台

## アクセス
- 車

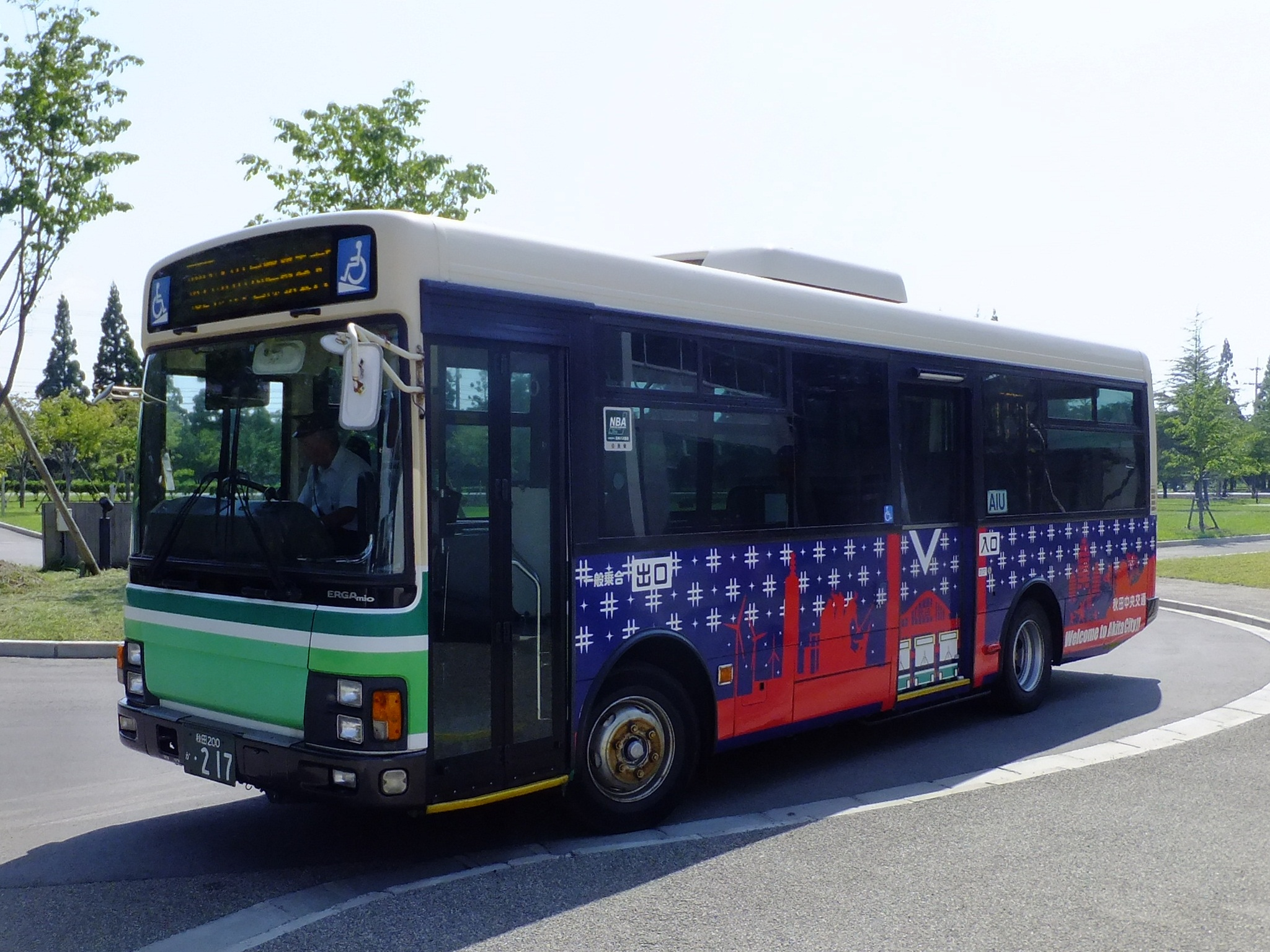
秋田中央交通国際教養大学御所野線バス

  - 日本海沿岸東北自動車道秋田空港ICから約5分
  - 秋田空港から約5分
  - JR秋田駅から約30分
- バス
  - JR奥羽本線和田駅から秋田中央交通、国際教養大学行き終点下車、約20分

## 周辺
- 秋田空港
- エフエム椿台
- 国際教養大学